# Tramvajová dráha

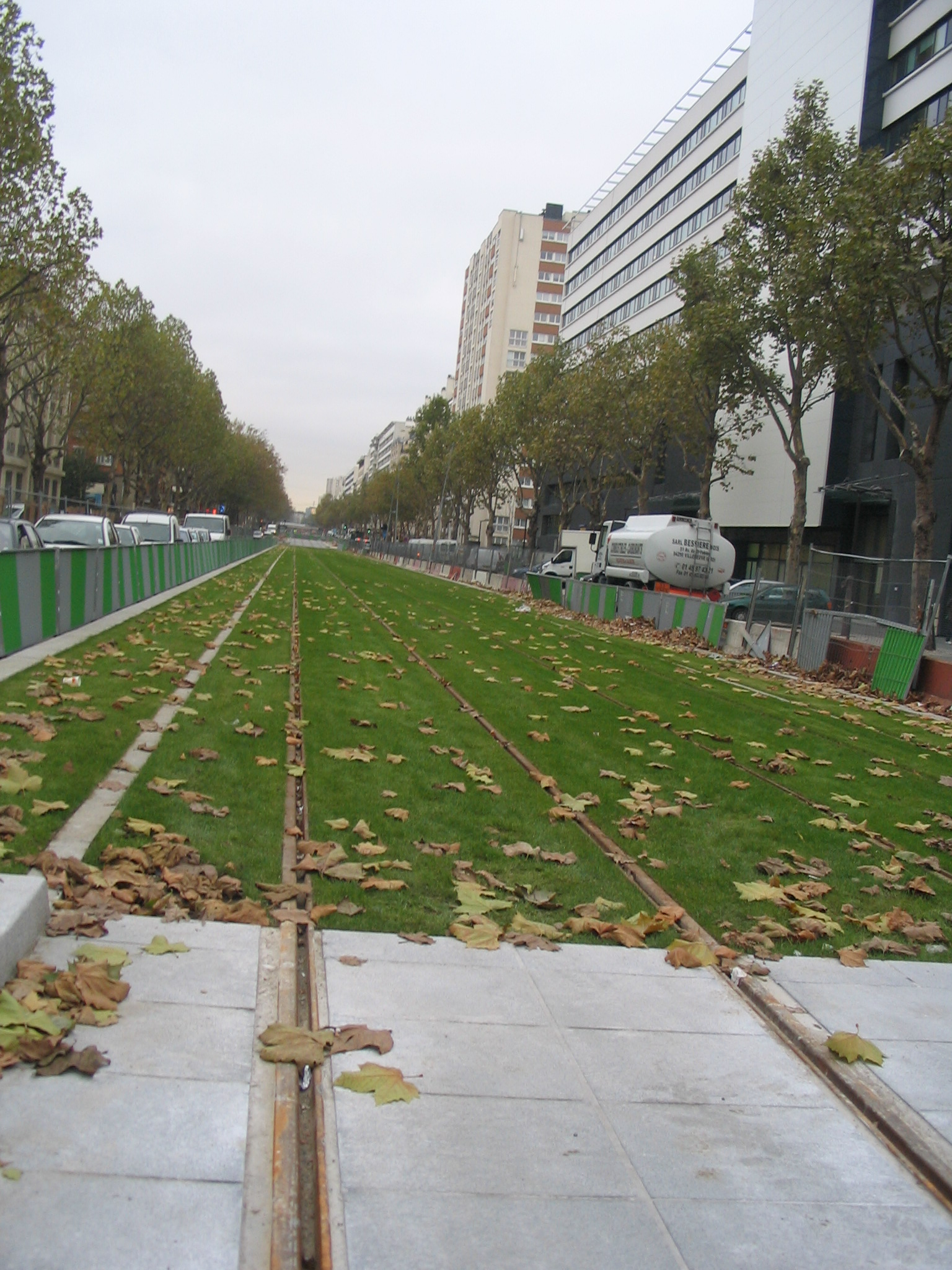
Dvojkolejná tramvajová trať se zatravněným kolejovým svrškem v Paříži během stavby před instalací trolejí

Tramvajová dráha (podle české oficiální terminologie – zákona o drahách; jinak též tramvajová trať) je kolejová dráha sloužící pro tramvajovou dopravu, zpravidla v rámci osobní městské hromadné dopravy ve větším městě nebo městské aglomeraci. V minulosti byla oficiálně nazývána též pouliční dráha (podle německého Straßenbahn) nebo elektrická dráha.
V Česku jsou tramvajové dráhy legislativně a technickými předpisy odlišeny od železničních drah a některé odlišnosti (například geometrie kol a kolejnic) brání běžnému provoznímu propojení se železniční sítí, několik kolejových spojek slouží jen manipulačním účelům. V některých zemích je ale přechod vozidel mezi tramvajovými a železničními drahami běžný – viz vlakotramvaj; o podobných řešeních se uvažuje i v Česku.

## Druhy tramvajových drah

### Podle umístění
- vedená po pozemní komunikaci – v takových úsecích se podle Pravidel silničního provozu nazývá tramvajový pás. Podle Zákona o pozemních komunikacích a prováděcích předpisů Zákona o dráhách tramvajový pás není součástí pozemní komunikace, ani když je po ní veden, podle Zákona o provozu na pozemních komunikacích však je její částí. Řidiči tramvají v takovém úseku jsou podle Zákona o dráhách povinni řídit se též Pravidly silničního provozu. Ta také upravují, za jakých podmínek mohou na tramvajový pás podélně vjíždět nebo ho příčně přejíždět řidiči silničními vozidly. Rozlišují tramvajový pás zvýšený nebo jinak fyzicky oddělený od vozovky a tramvajový pás v úrovni vozovky.
- samostatná – v minulosti se na samostatné úseky tramvajových drah vztahovala některá pravidla obdobná jako na železnici (například přednost ze zákona před silničním provozem, povinné označení železničních přejezdů), zákonem o dráhách č. 266/1994 Sb. a zrušením příslušné technické normy však vzniklo právní vakuum, které nezaručuje dostatečné zabezpečení míst styku tramvajové dráhy s jiným provozem.
- na přidruženém zemním tělese – je-li tramvajová dráha vedena nikoliv v ose pozemní komunikace, ale po jedné straně obousměrné pozemní komunikace nebo po pravé straně jednosměrné pozemní komunikace, může být sporné, zda jde o dráhu vedenou po pozemní komunikaci.
- podzemní – podpovrchová tramvaj se v 60. letech zvažovala i v Praze (před rozhodnutím o výstavbě metra), plánuje se v Brně (Brněnský tramvajový diametr), podzemím vedou některé úseky tramvajových tratí ve Vídni, v Linci nebo Kryvém Rihu.

### Podle počtu kolejí

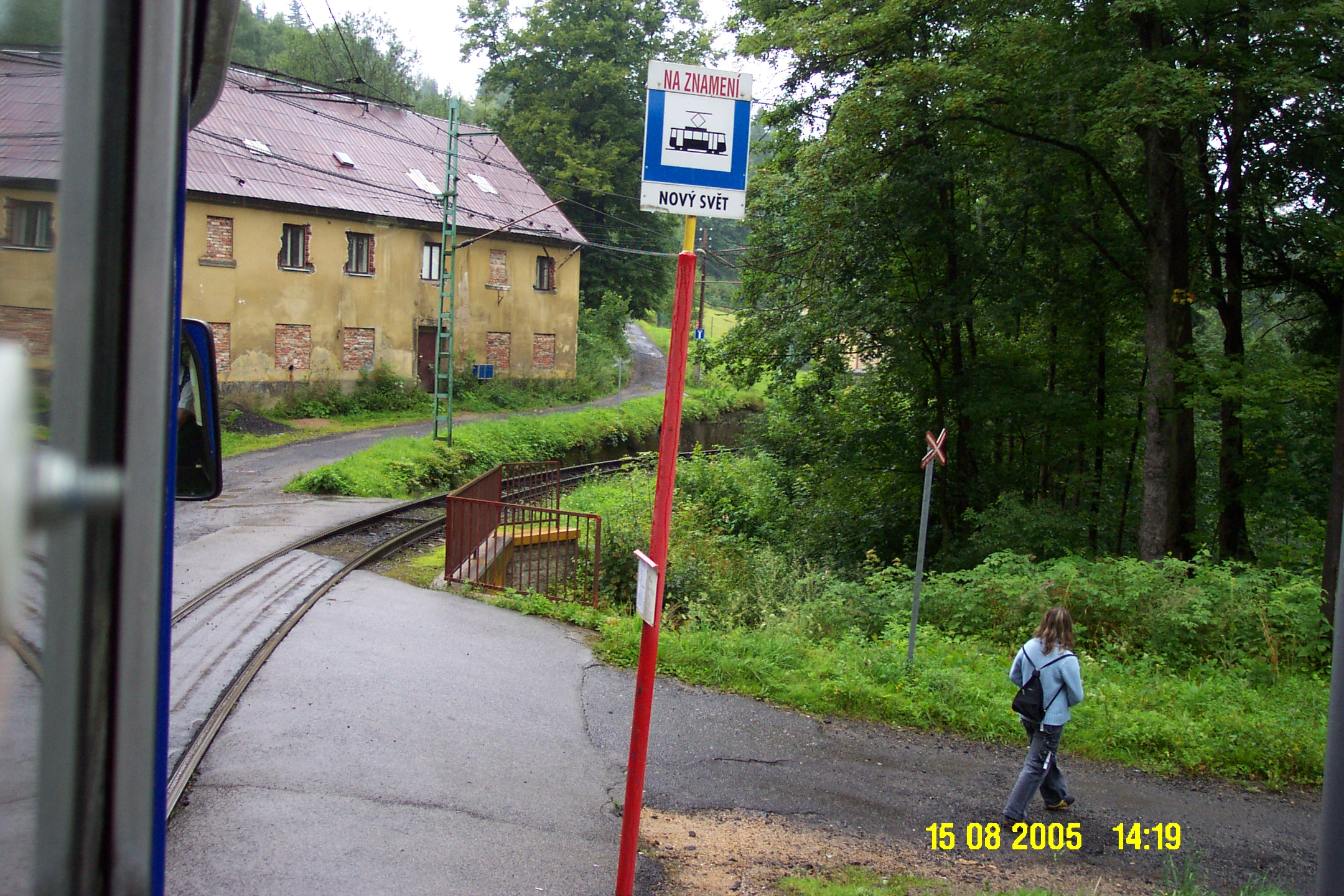
Jednokolejná tramvajová trať mezi Libercem a Jabloncem

- jednokolejná – většinou z historických důvodů tam, kde je provoz řídký a náklady na zdvojkolejnění neúměrně vysoké. Jelikož pro dva směry slouží jedna kolej, musí být v určitých vzdálenostech výhybny, aby se vozy mohly bezpečně míjet. Jednokolejné tratě má například malý provoz v Bad Schandau. V Česku jsou dvě meziměstské, mezi Libercem a Jabloncem a z Ostravy do Budišovic; na té nezabezpečený provoz vedl 11. dubna 2008 ke srážce se 3 mrtvými.
- dvojkolejná – dvojkolejné tratě se nacházejí standardně ve většině měst s tramvajovým provozem. Obě koleje se nacházejí vedle sebe (výjimky jsou případy, kdy to není technicky možné, poté je nutné zřídit tzv. kolejovou splítku, nebo se trať musí rozpojit na několik jednosměrných jednokolejných (například v centru Plzně).

### Podle provedení

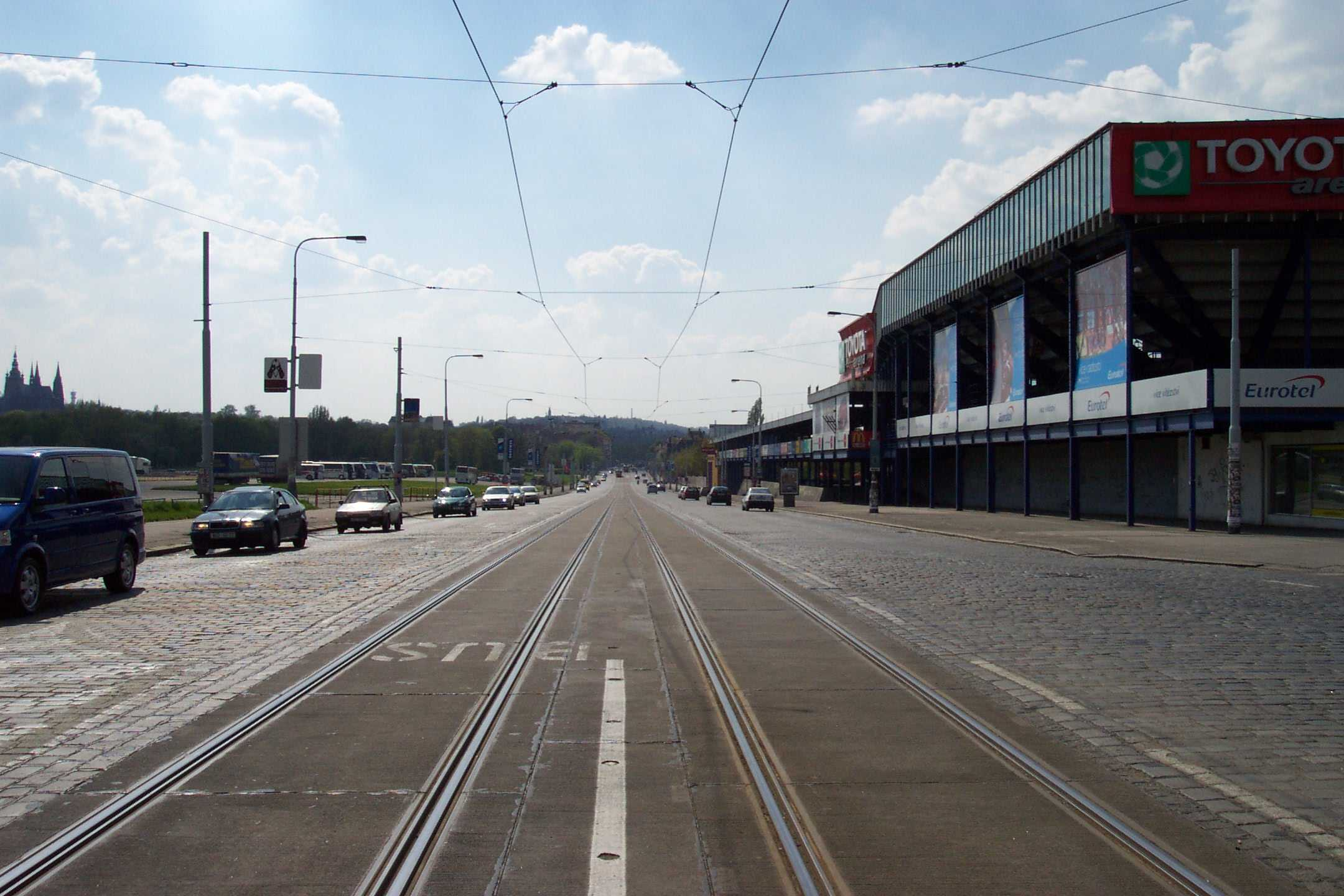
Dvojkolejná tramvajová trať s BKV panely v Praze na Letné

Viz také: Tramvajová doprava v Praze#Kolejový spodek a svršek
- Příčné pražce: Klasický způsob provedení tramvajové tratě, podobný jako u železnice. Do rozestavěné komunikace jsou položeny dřevěné nebo betonové pražce, na které jsou připevněny kolejnice. Kolejový svršek takové trati může být dlážděný, zatravněný, štěrkový, otevřený nebo upravený pomocí tzv. zádlažbových panelů.
- Velkoplošné BKV panely byly rozšířené v zemích bývalé RVHP od 70. do 90. let. Kolejnice jsou umístěny do žlábků velkých betonových panelů, které tvoří vrchní část kolejového svršku, a upevněny v nich těsnicími pryžovými pásy zatlačenými podél kolejnic do žlábku panelu.
- Podkladové panely: Kromě BKV panelů se používají i další druhy panelů (například podkladové panely VÚIS), které nahrazují pouze pražce, kolejový svršek může být podobný jako u pražcových tratí. Používají se ve velkém množství například v Polsku.

## Rozchod kolejí
V mnoha městech byl na začátku 20. století zvolen rozchod kolejí 1 000 mm, který umožňuje stavbu ostřejších oblouků, čímž města šetřila peníze a mohla zavést dopravu i do starší zástavby. Postupem času se však stal překážkou dalšího rozvoje, proto se dopravní podniky v těchto městech nyní snaží o přizpůsobení a přestavují sítě na standardní rozchod 1 435 mm. Někde v přechodné době existuje tříkolejnicová kolejová splítka, kde je kolejiště přebudováno pro současné použití tramvají s oběma rozchody. Obvykle bývá pravá kolejnice jedna a levé ve dvou vzdálenostech. V Česku je to případ liberecké tramvajové trati (v úseku Lidové sady – vozovna).

## Křížení s železnicí
Když není možné mimoúrovňově křížit tramvajovou trať s železnicí, řeší se tento problém normálním kolejovým křížem. V některých městech je i železnice napojena kolejově na celou tramvajovou síť.

### Obyčejný kolejový kříž
Jedná se o normální kříž, známý z železnice. Nevýhodou křížení je, že vlaky i tramvaje musí značně zpomalit.

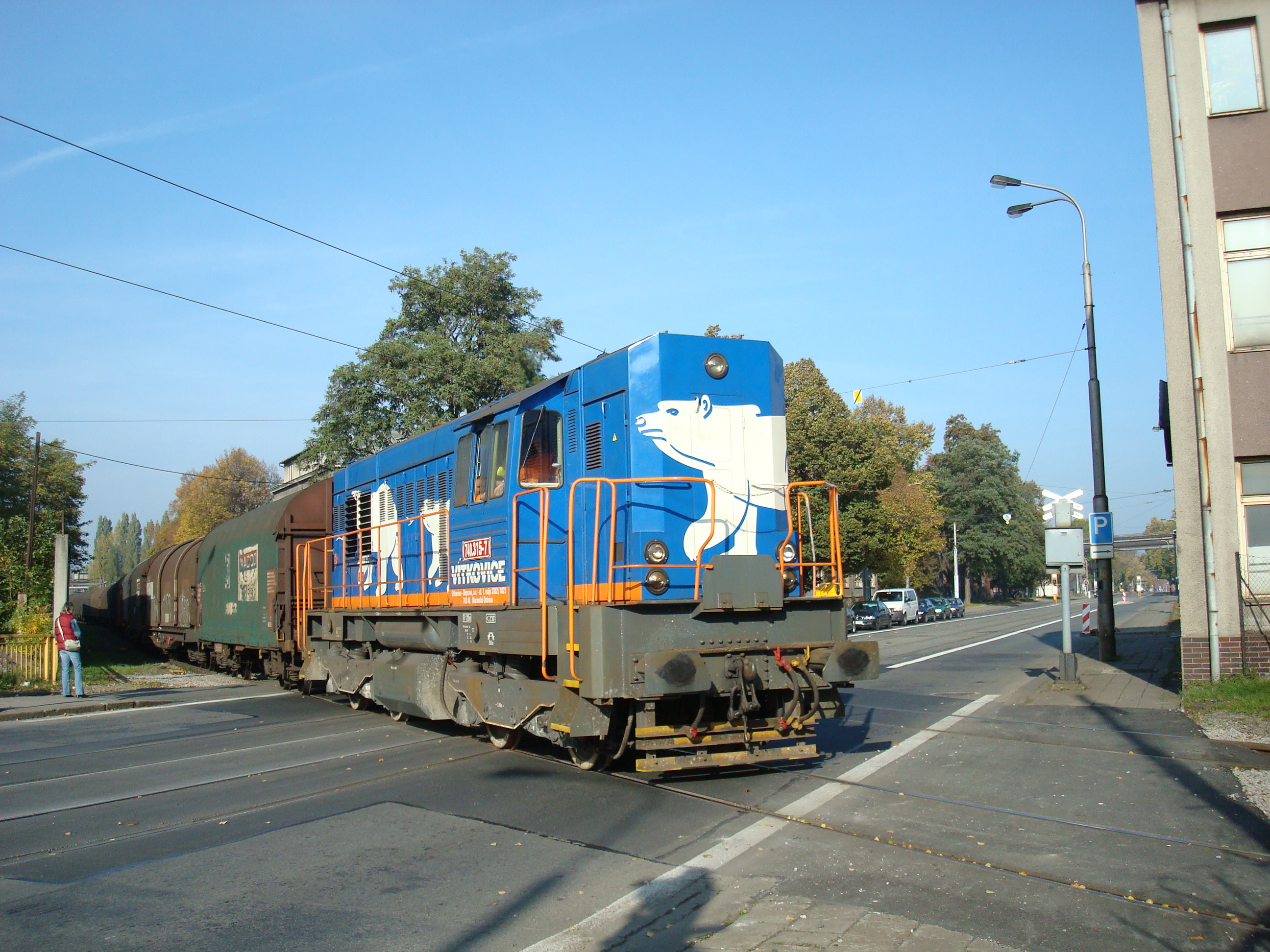
Křížení vlečky s tramvajovou tratí v Ostravě.

### Kříž s přednosti vlaku
Tento druh kříže se nachází zejména v Olomouci. Zde tramvaje kříží většinou lokální dráhy, kde jezdí dvounápravové vlakové vozy. Princip kříže spočívá v tom, že vlaková kolej není přerušena v celé délce kříže. Okolek tramvaje nemá přímo v kříži žlábek a křížení přejíždí pouze po okolku.

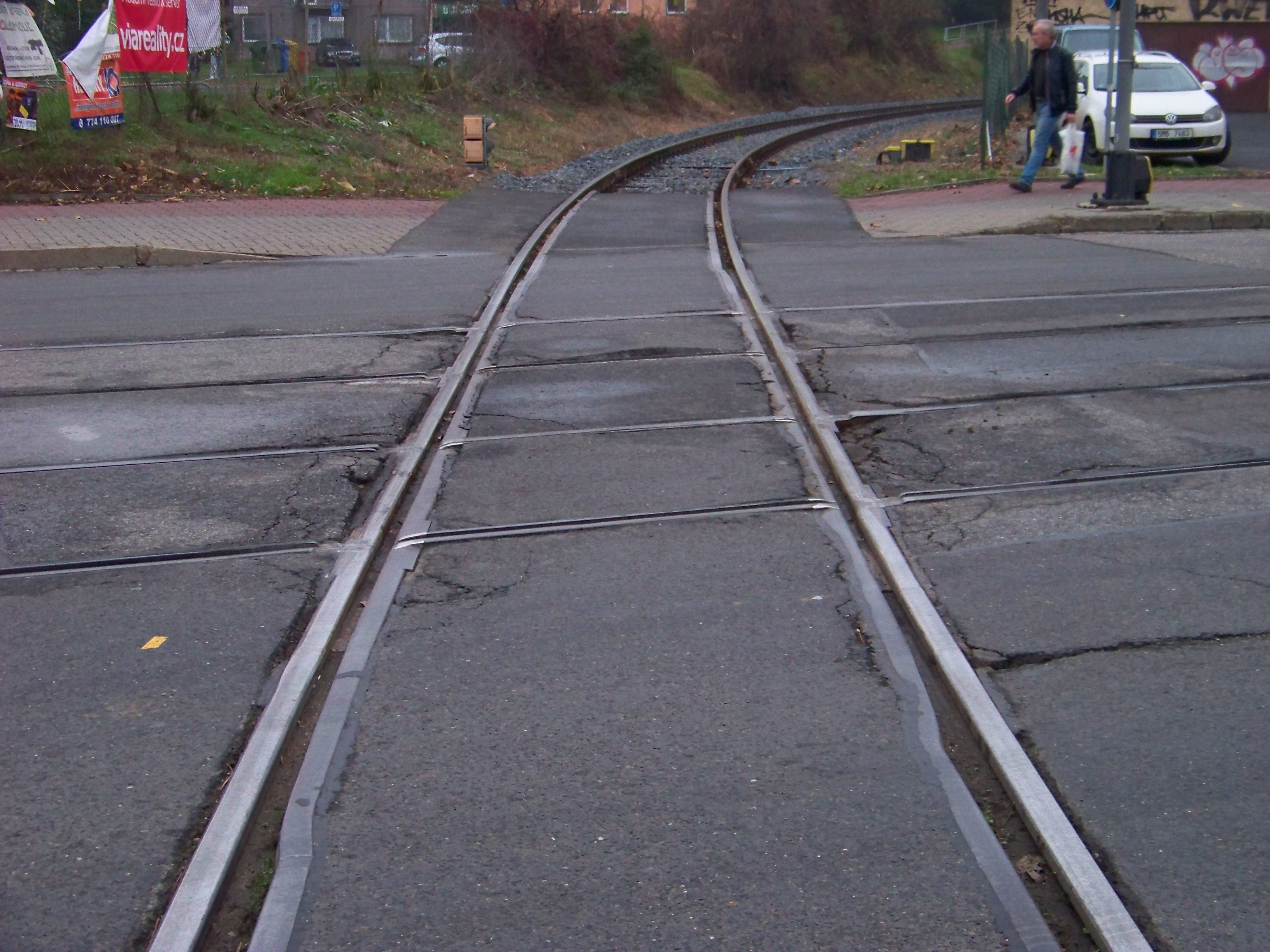
Detail křížení. Vlaková kolej není přerušena.
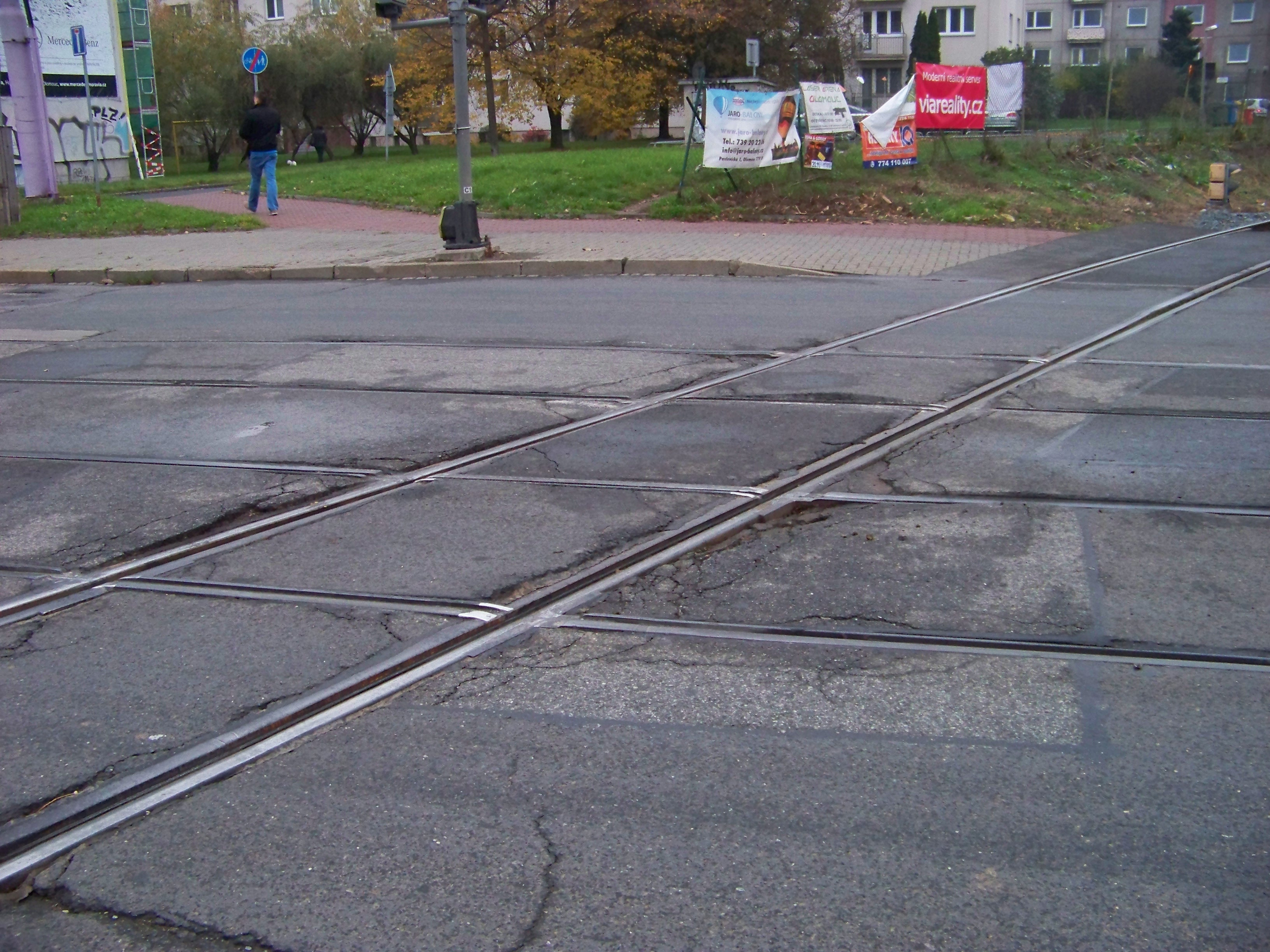
Detail, boční pohled na takové křížení.
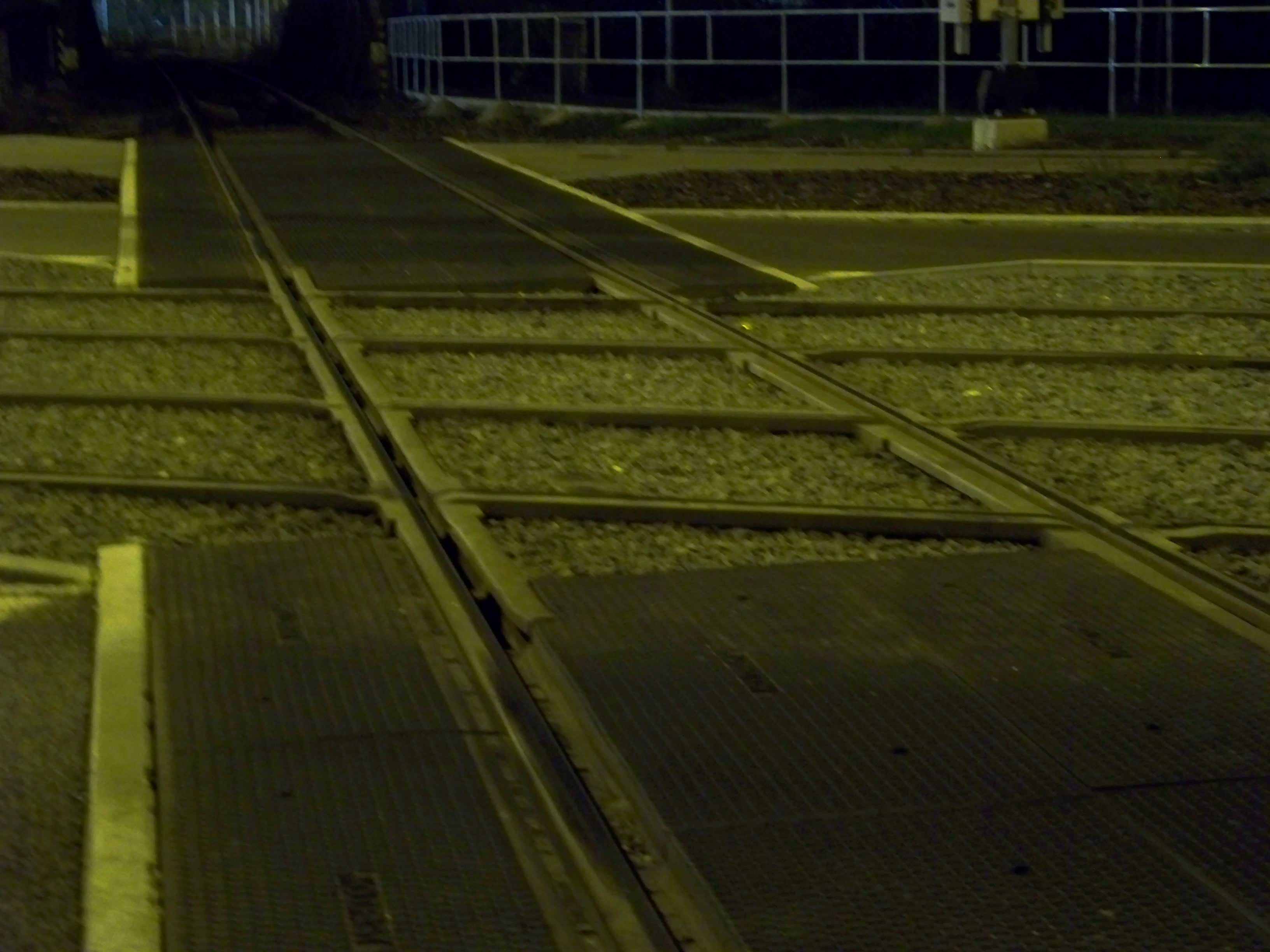
Moderní křížení z roku 2013 v Olomouci.